# Litsea firma
Litsea firma là loài thực vật có hoa trong họ Nguyệt quế. Loài này được (Blume) Hook. f. miêu tả khoa học đầu tiên năm 1886.